# Garnelo
Garnelo es una familia española, cuyos orígenes se remontan al siglo XVI en Villafranca del Bierzo en León. Junto con las familias Teijeiro de Valcarce y de la Válgoma, son de las estirpes bercianas que siempre gozaron de la calidad de caballeros hijosdalgo. Los Garnelo probaron su nobleza en la Real Chancillería de Valladolid en numerosas ocasiones y en particular en 1686, 1692, 1698, 1704 y 1759. Destacaron como académicos, banqueros, bodegueros y miembros de la curia eclesiástica y emparentaron con nobles linajes leoneses y otros linajes militares vascos. Una rama se estableció en Valencia a principios del siglo XIX, y de allí pasó a Córdoba, ganando gran prestigio artístico y académico hasta el punto de constituirse en una de las dinastías artísticas más importantes en España a finales del siglo XIX y principios del siglo XX.
En la actualidad existen unos mil descendientes de esta familia, establecidos en Ponferrada y León, principalmente, pero también en Barcelona, Madrid y Galicia. Algunas ramas surgidas de las distintas uniones matrimoniales son las familias de Allanegui Garnelo, Bermúdez de Castro Garnelo, de Castro Garnelo, Garnelo de Armas, Garnelo Fernández de Córdoba y de la Peña Fernández-Garnelo.

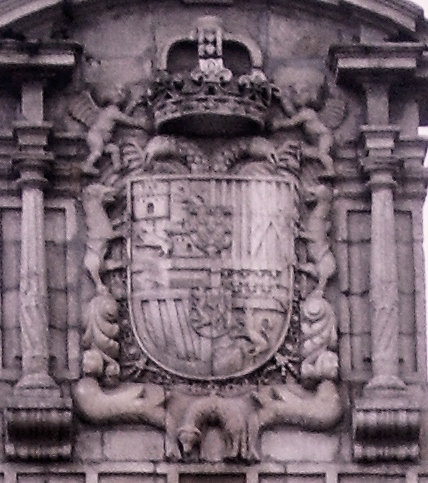
Escudo del reinado de Carlos II en la fachada del consistorio de Ponferrada, donde ha estado asentada la rama mayor de los Garnelo desde el.

## Orígenes del apellido Garnelo
Se trata de un apellido de origen etimológico céltico, sajón o suevo cuya primera aproximación se encuentra en documentos del Castillo de Ulver (Priaranza del Bierzo) sobre el siglo X en que se habla del "Sajón" del castillo (nombre genérico de un mando militar) refiriéndose a él como "Garnelius". 
La primera referencia de hidalguía encontrada en la Real Chancillería de Valladolid data del seis de marzo de 1495 (Registro de Ejecutorias, Caja 0082.0010 ES-47186.Archv/1.1.7.2. ) relacionada con Gonzalo Garnelo, vecino de Paradela del Río.
Otro miembro conocido fue Don Antonio Villafañe y Garnelo de Velasco, Escribano en la Corte de Felipe II, 1590. Una rama enlazó con los Condes de Gondomar y otra con los Vizcondes de Quintanilla de Flórez. Otra rama con el linaje militar de Allanegui. Otra rama enlazó con la familia de don Jaime de Castro, quien fue magistrado de la Sala Primera del Tribunal Supremo, y su hermano, don Antonio, exalcalde de Santiago de Compostela.

## Armas

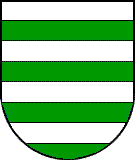
Escudo de Armas de los Garnelo.

Hay dos Escudos de Armas del apellido Garnelo: 
El Primero: en oro, una bolsa, de gules, con una Y de oro, coronada de oro. Bordadura de gules con ocho torres, de oro, almenadas, donjonadas y mazonadas de sable y aclaradas adornadas) de gules. El segundo: escudo fajado de sinople y de plata.

## Garnelo ilustres
Don Antonio Villafañe y Garnelo de Velasco, Escribano en la Corte de Felipe II, 1590.
Doña María Garnelo de la Granja, 1717 casada con el hijodalgo Don Jacinto Núñez Villagroy, Colegial en el Mayor de Salamanca.
Don Vicente Garnelo y Villafañe ( -1830), procurador mayor de Causas y Contador de Horas de la Insigne Iglesia Colegial de Villafranca del Bierzo.
Beato Benito Garnelo y Álvarez (1876-1939), mártir de la Guerra Civil, asesinado en Paracuellos de Jarama el 30 de noviembre de 1936, religioso de la Orden de San Agustín (agustinos) beatificado el 28 de octubre de 2007 por el papa Benedicto XVI.
Comandante Don Félix de Paz y Garnelo, Jefe de la VIII Bandera del Tercio Don Juan de Austria de la Legión en el Sáhara (1958-1975).
Doctor José Antonio de Paz y Garnelo, Catedrático de Pediatría en la Universidad Complutense de Madrid, Encomienda de la Orden Civil de Sanidad, Hijo Predilecto de la Villa de Cacabelos, Villafranca del Bierzo, desde 1975.

## La dinastía artística de los Garnelo y sus protagonistas
La dinastía artística de los Garnelo se inicia con José Ramón Garnelo y Gonzálvez (Enguera, 1830 - Montilla, 1911), médico de profesión. Cultivaba con especial afición letras y artes, disfrutando de una extensa cultura. En 1867, año siguiente al del nacimiento de José Santiago, José Ramón Garnelo Gonzálvez se trasladó a Montilla, donde desarrolló, con la participación de su familia, una amplia labor cultural, logrando con ello despertar inquietudes artísticas en sus hijos. Montilla gozaba por aquel entonces de un ambiente casi universitario, que se proyectaba a otras ciudades andaluzas. La inclinación de sus hijos hacia el Arte se vería con el tiempo acrecentada con las aficiones del padre y sólo gracias al profundo humanismo de éste, y a su constante ánimo, pudo transmitir plenamente su íntima vocación a tres de sus hijos: Eloísa, pintora distinguida y consumada; Manuel, escultor y catedrático de Bellas Artes; y José, que representa el punto culminante de esta dinastía de artistas.
Don José Garnelo y Alda (1866-1944), Pintor de la Corona, Numerario de la Real Academia de Bellas Artes de San Fernando y de la Real Academia de Ciencias, Bellas Letras y Nobles Artes de Córdoba, Catedrático de Dibujo del antiguo y ropajes de la Escuela de San Fernando de Madrid, Catedrático de la Escuela de Pintura, Escultura y Grabado de Madrid, Subdirector del Museo del Prado, Premio de la Escuela de Santa Isabel de Hungría, Medalla de oro de la Exposición Universal de Chicago, Vicedirector de la Escuela Provincial de Bellas Artes de Zaragoza, Caballero de la Real y Distinguida Orden de Carlos III, Profesor de Pablo Picasso, Comendador de la Orden de Alfonso XII y Oficial de la Orden de Leopoldo II de Bélgica.
Don Isidoro Garnelo y Fillol (1867-1939), Pintor y acuarelista español, que cultivó temas de género y religiosos. Catedrático de colorido y composición, así como director de la Academia de Bellas Artes de San Carlos.
Don José Ramón Garnelo López de Vinuesa

## Museo Garnelo
El museo alberga la mayor colección de pinturas de Don José Garnelo y Alda, uno de los más destacados pintores españoles. El edificio del museo es una casa palacio “de nobles trazas” de fines del siglo XIX. Fue propiedad de la condesa de Aguilar, hermana del conde de la Cortina, y adquirido por el Ayuntamiento de Montilla en 2000.

## Teatro Garnelo
Teatro construido en 1917 según el proyecto de Don José Ramón Garnelo y González, bajo la dirección artística de sus hijos Manuel (escultor) y José (pintor). Fue rehabilitado a finales del siglo XX respetando su fachada, aunque lamentablemente no se ha conservado su ornamentación interior. El teatro tiene aforo para 300 personas y es gestionado por el Ayuntamiento de Montilla.